# Julrossläktet
Julrossläktet (Helleborus) är ett släkte perenna, blommande växter i familjen ranunkelväxter.
Det finns 21 arter inom julrossläktet. De odlas ofta i trädgårdar, framför allt för att de blommar under vinter och tidig vår. Plantorna är mycket köldtåliga och flera arter är städsegröna. De har även använts som medicinalväxter.
Blommorna har fem kronblad och hos vissa arter liknar de rosor. Trots detta och deras svenska namn så hör de inte till rosväxterna utan till ranunkelväxternas familj.

## Folktro
Det finns flera myter kring julrosorna. Inom häxkonsten ansågs de ha förmåga att frambesvärja demoner. Julrosen (Helleborus niger) sägs ha fått sitt namn eftersom den första gången växte i snön där tårar från en ung flicka hade fallit. Hon grät för att hon inte hade någon gåva till Jesusbarnet i Betlehem. I grekisk mytologi använde Melampos från Pylos julrosor för att rädda kungen av  Argos döttrar. Dionysos hade gjort dem galna så att de sprang nakna genom staden och skrek och grät.

## Utbredning
Julrosorna härstammar från Europa, från Storbritannien, Spanien och Portugal och österut (via Mallorca, Korsika, Sardinien och Grekland) till Rumänien och Ukraina, men även längs Turkiets norra kust och in i Ryssland. Det största antalet arter finns på Balkanhalvön. Det finns en art (H. thibetanus) från Kina och en annan (H. vesicarius) från ett litet område vid gränsen mellan Turkiet och Syrien. Klockjulros förekommer som naturaliserad i Sverige.

## Giftighet
Hela växten hos julros innehåller gifter som har effekt på hjärtat. Gifterna är stabila och försvinner inte vid torkning. Bladen kan ge dermatit liksom de hos andra smörblommeväxter.

## Synonymer
Svart prustrot, nysört.

## Arter
Ingående arter enligt Catalogue of Life:
- Helleborus bocconei
- Helleborus croaticus
- Helleborus dumetorum
- Helleborus foetidus – klockjulros
- Helleborus lividus
- Helleborus multifidus
- Helleborus niger – julros
- Helleborus odorus
- Helleborus orientalis – orientalisk julros
- Helleborus purpurascens
- Helleborus serbicus
- Helleborus thibetanus
- Helleborus vesicarius
- Helleborus viridis – grön julros

## Bilder

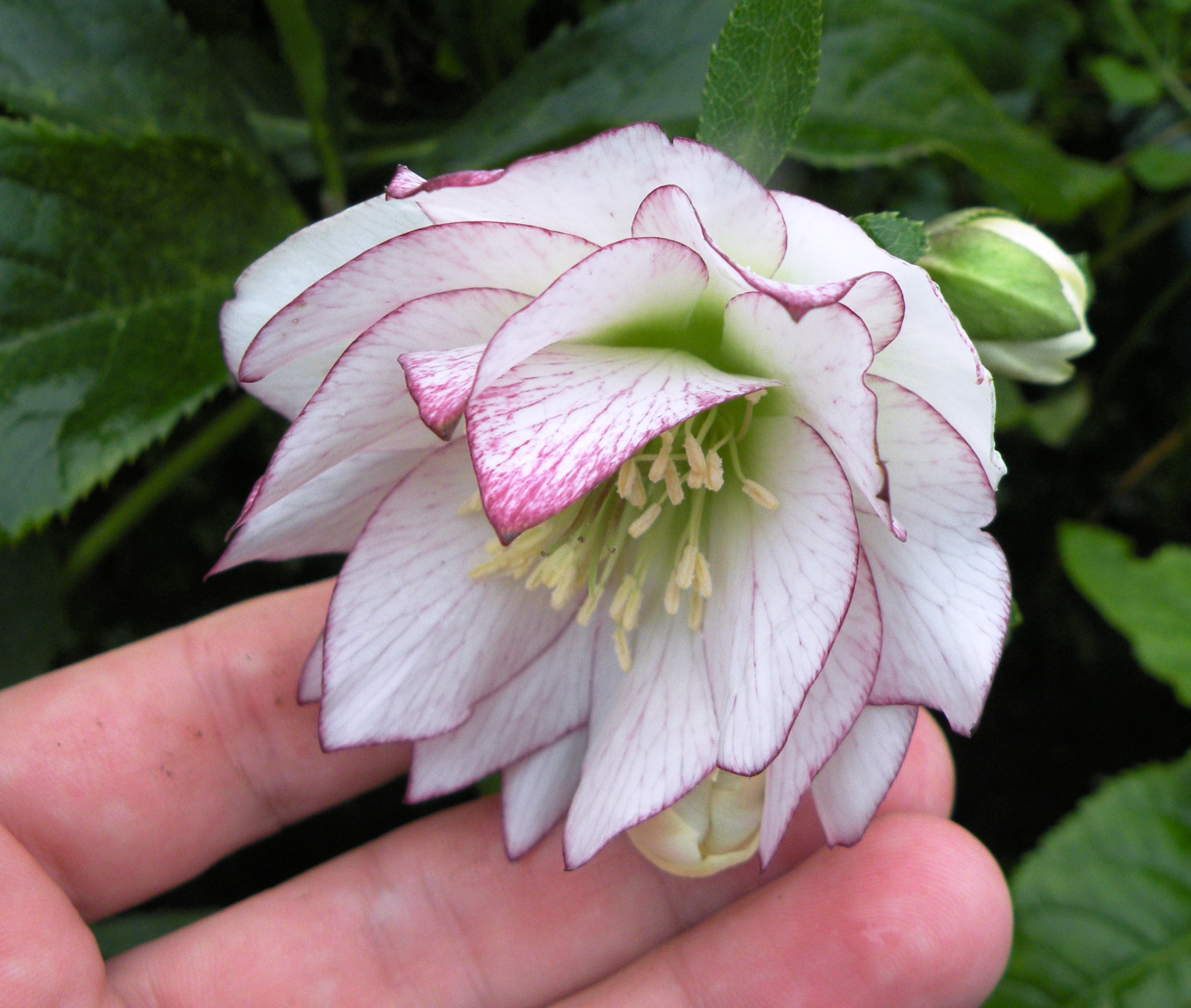
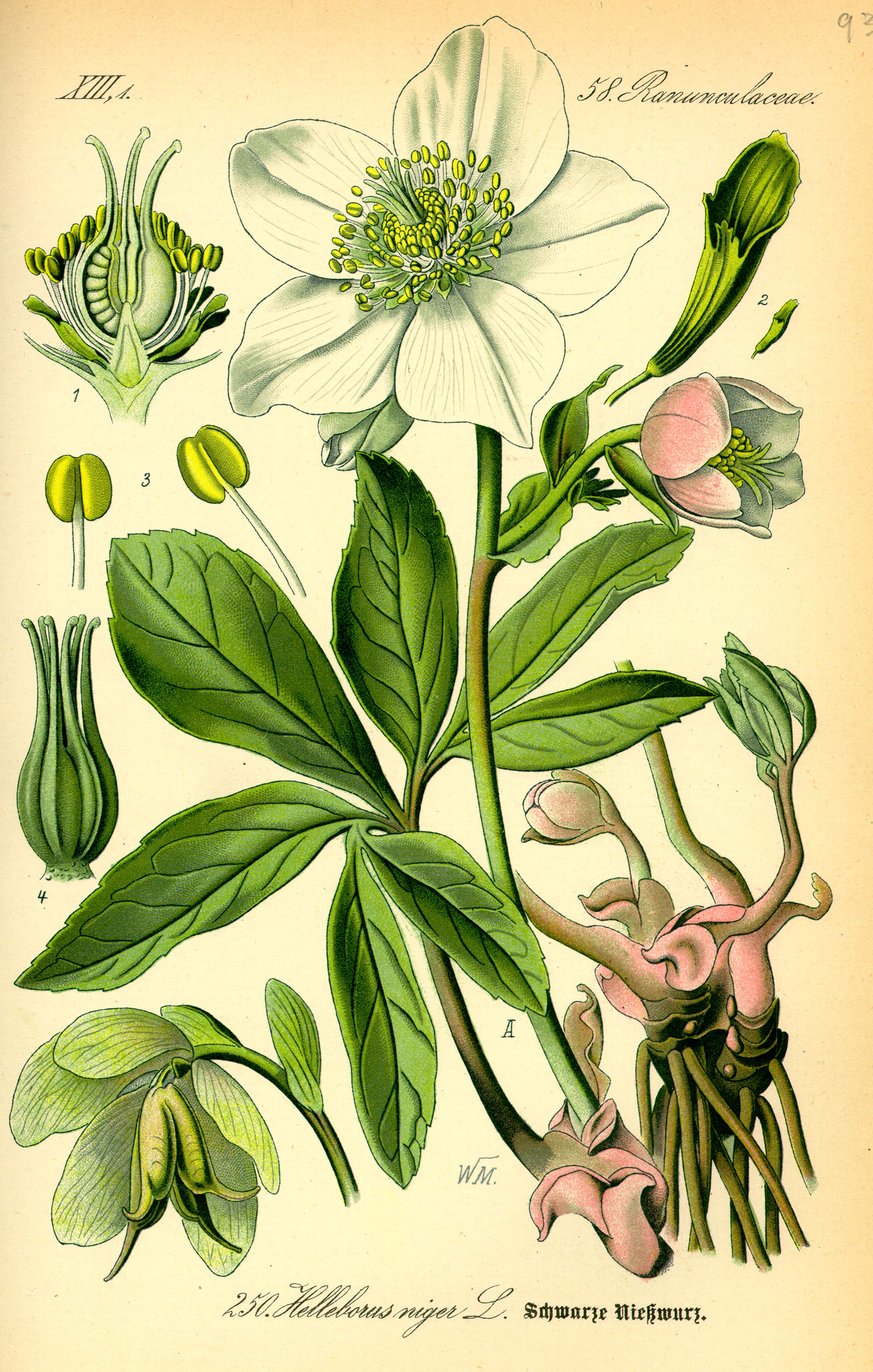
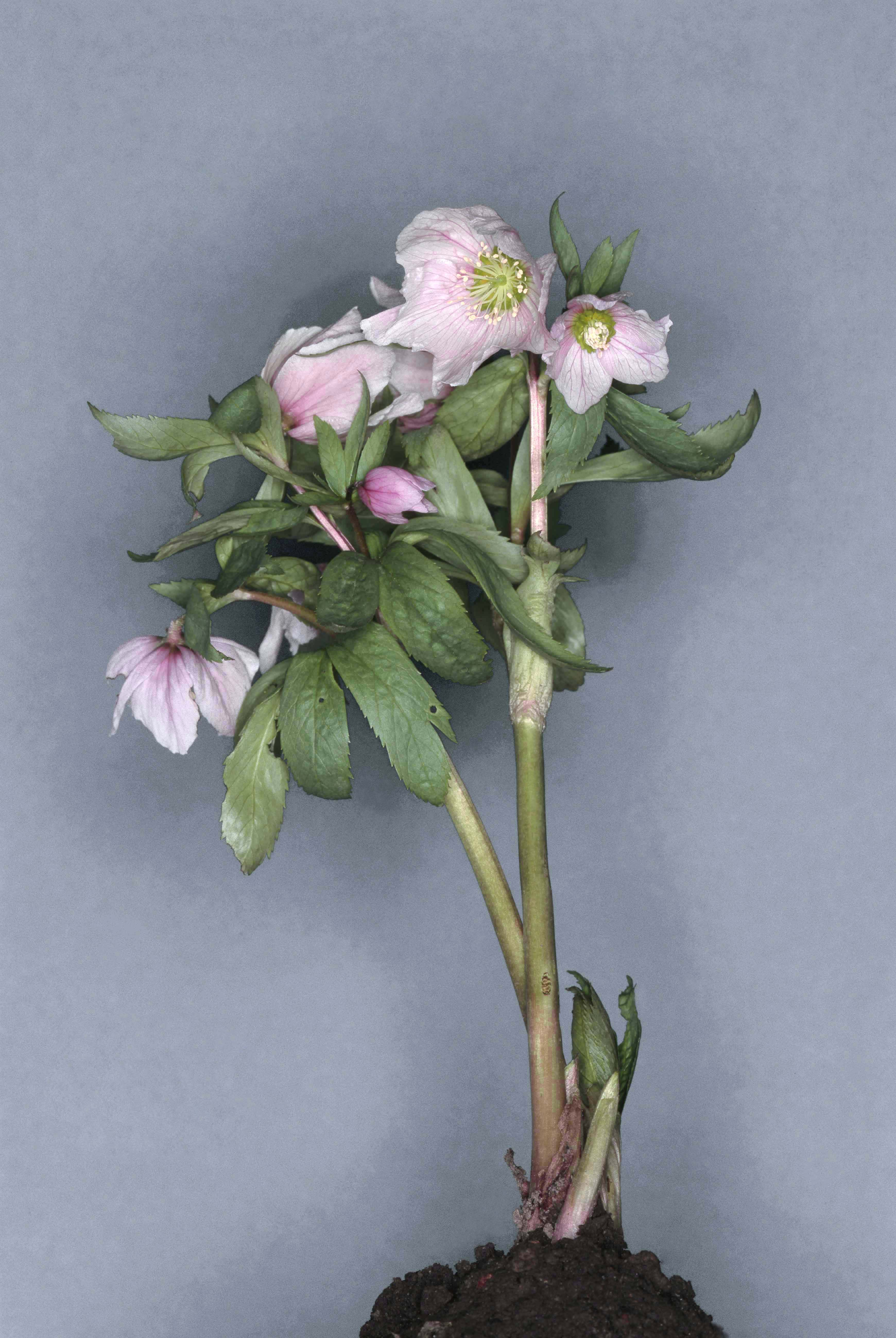
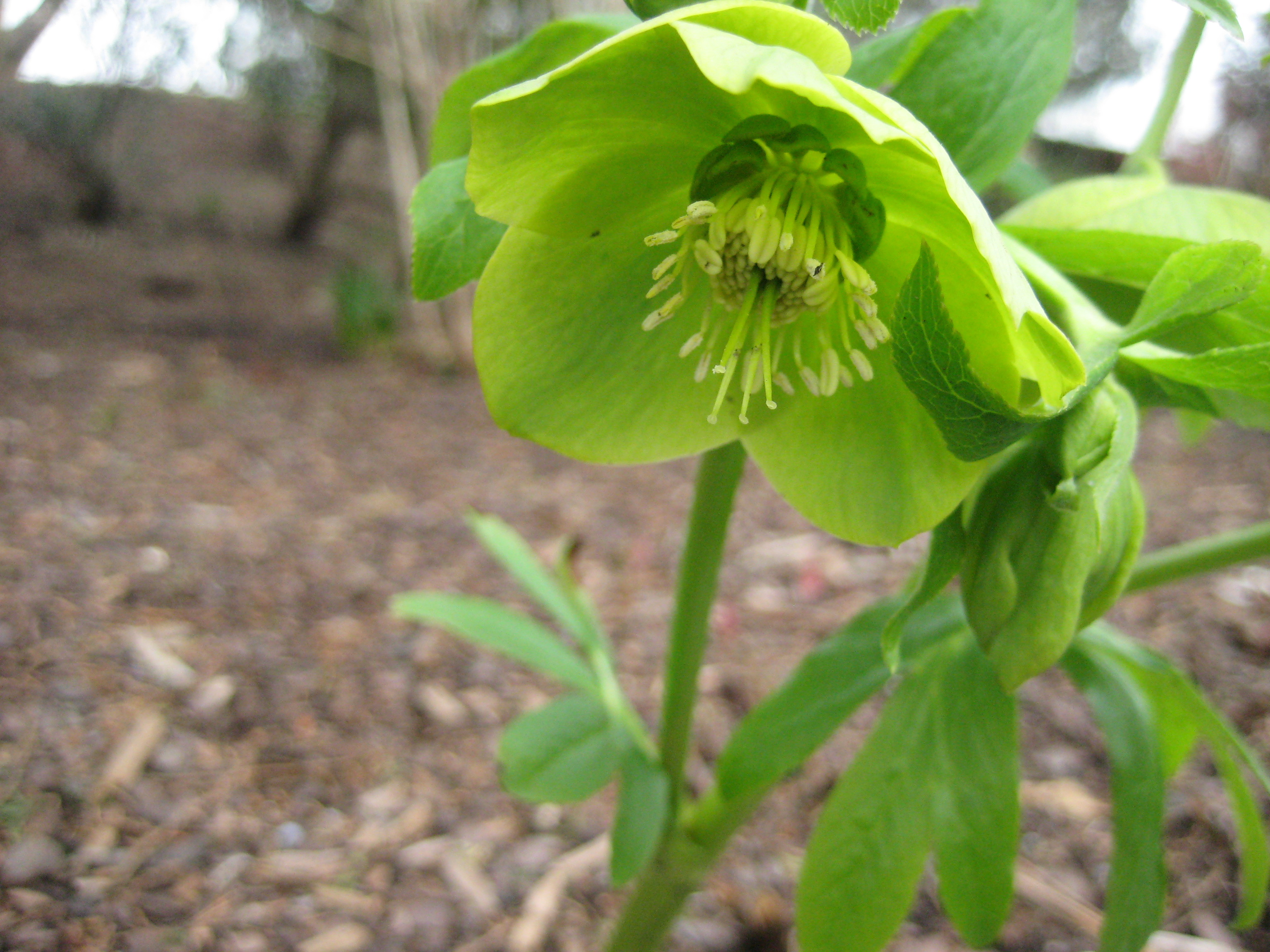
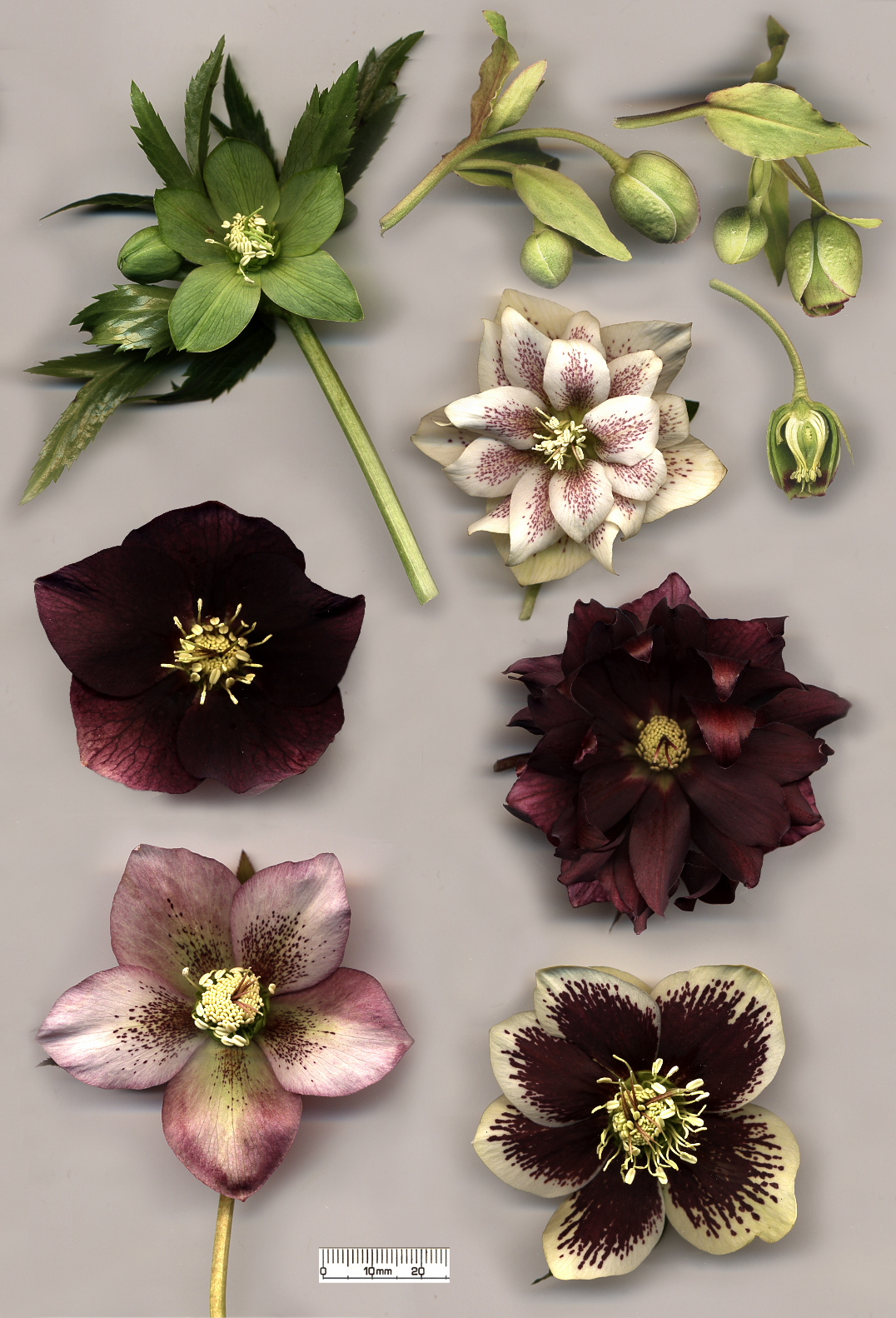
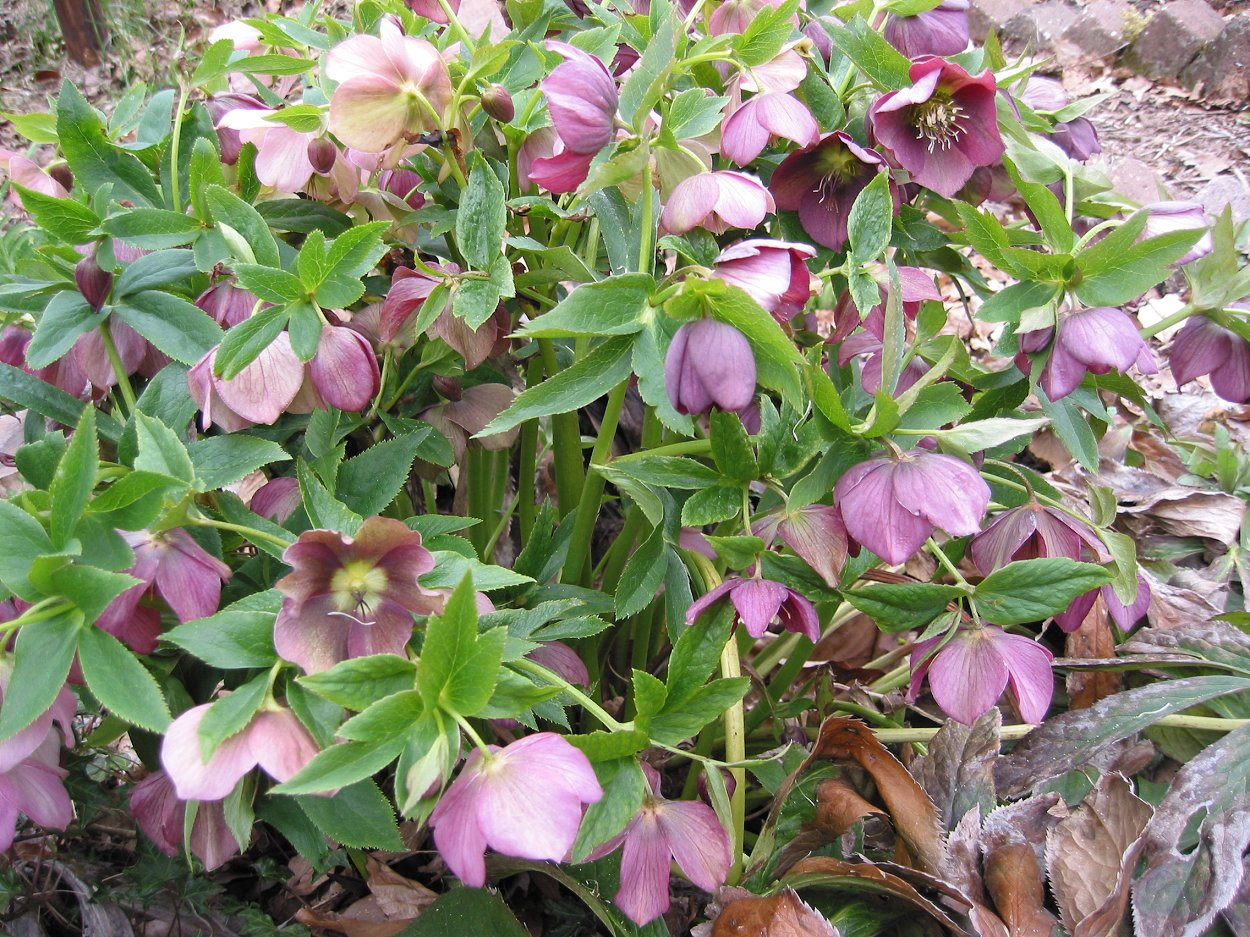